# Kotlík z Gundestrupu

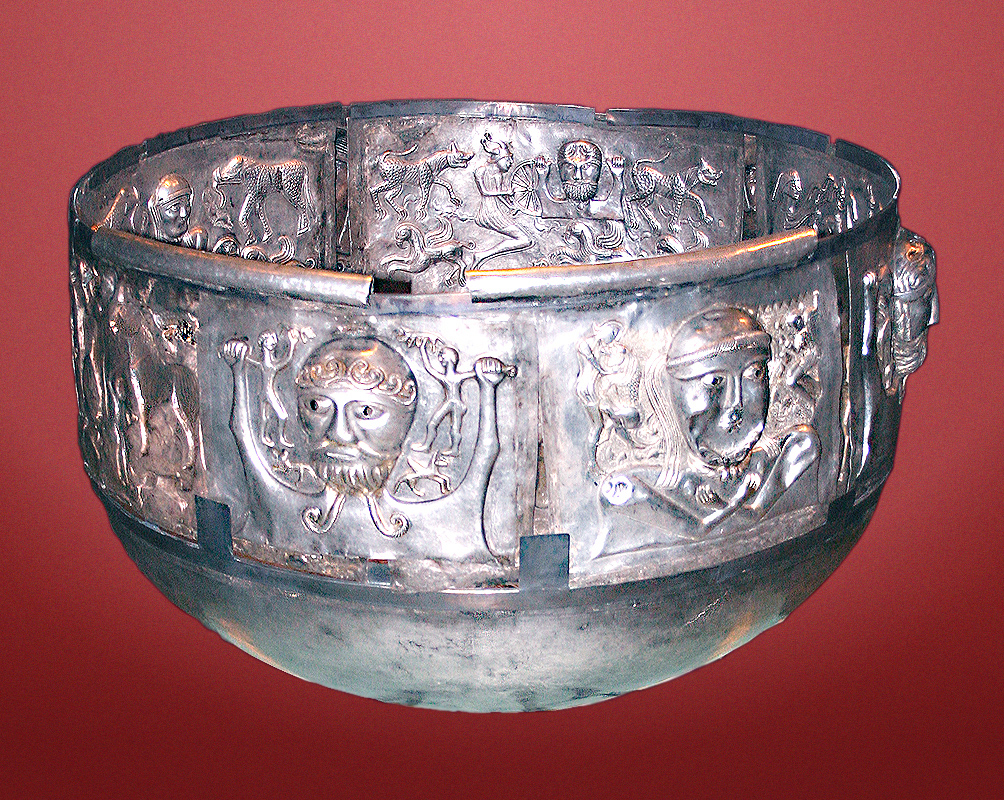
Celkový pohled

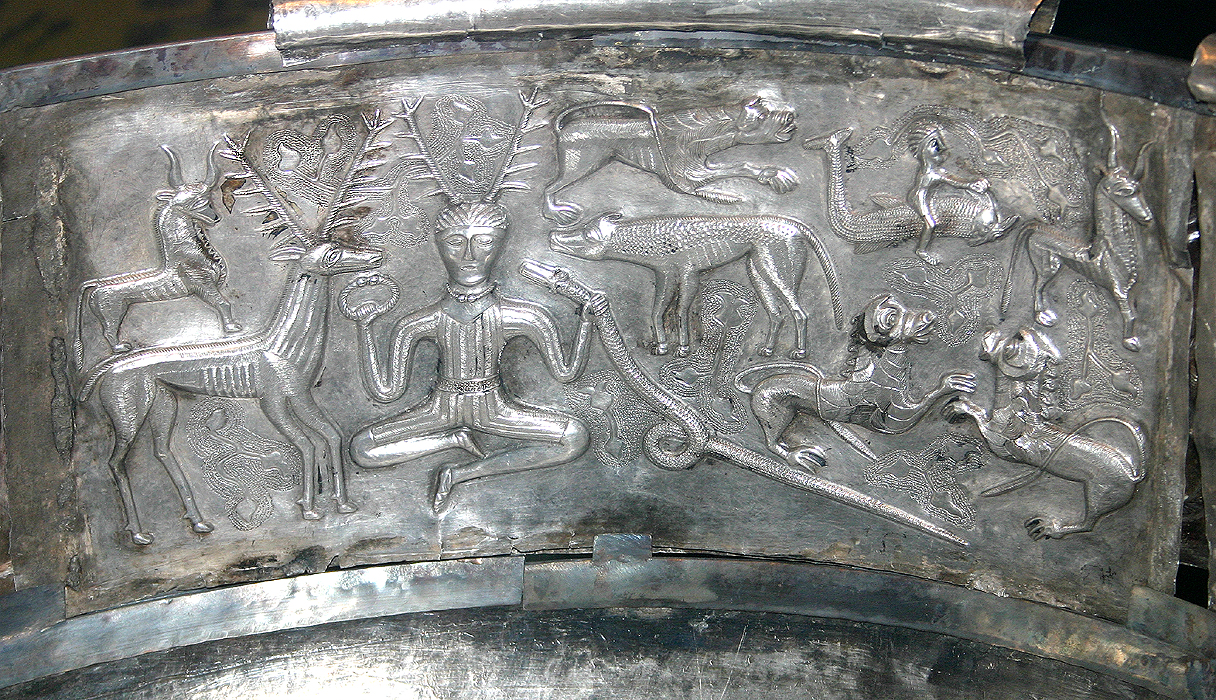
Vnitřní vyobrazení Cernunna na stříbrném kotlíku z Gundestrupu

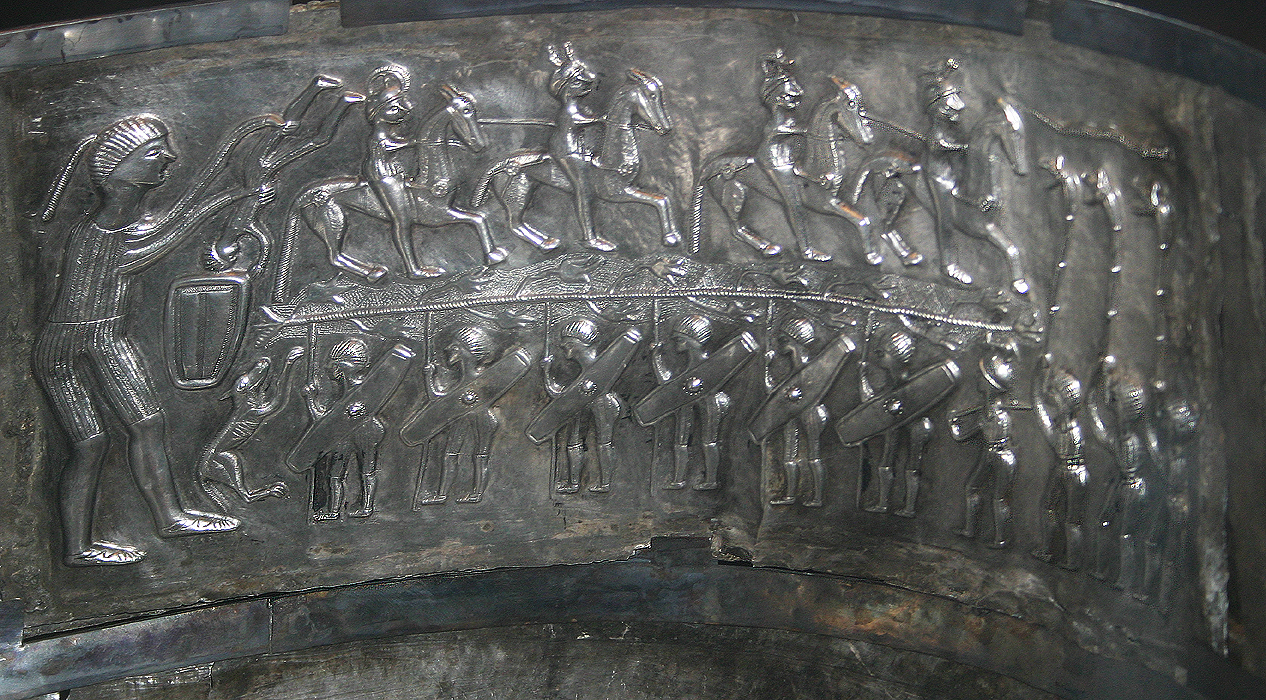
Vyobrazení na jednom ze třinácti segmentů se zástupy bojovníků - jezdců, pěšáků a hráčů na karnyx. Na levé straně je zobrazeno patrně božstvo (nejspíše Teutates), kterak topí svou oběť v kádi s vodou (způsob obětování).

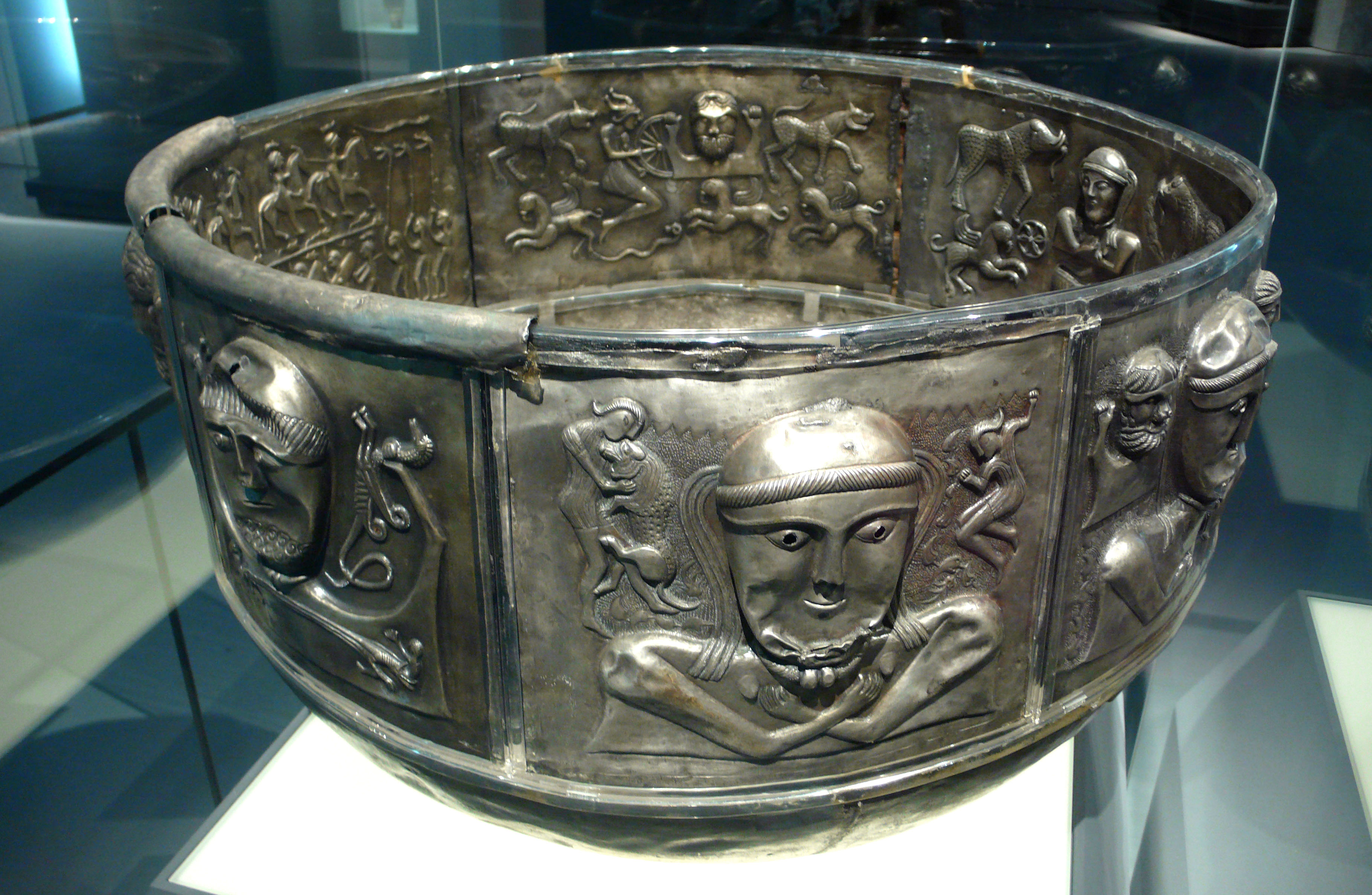

Kotlík z Gundestrupu je bohatě zdobená stříbrná nádoba datovaná přibližně do 2. až 1. století př. n. l. Podle některých názorů je přesněji datován do let 175 př. n. l. – 150 př. n. l., podle jiných do 1. století př. n. l. Je součástí sbírek dánského Národního muzea (Nationalmuseet) v Kodani. Jde o největší zachované stříbrné dílo doby železné, které od svého nalezení přitahovalo pozornost množství badatelů, zejména díky kvalitě řemeslného provedení a bohaté keltské ikonografii.

## Nález
Kotel byl nalezen roku 1891 v rašeliništi Raevemose poblíž severodánské vesnice Gundestrup (bylo zde nalezeno i sídliště z 1. století př. n. l.). Nebyl nalezen vcelku, ale jako soubor třinácti plátů – jednoho kulatého, pěti dlouhých obdélných a sedmi krátkých obdélných, osmý krátký plát nalezen nebyl. Lze předpokládat, že byl uložen v suché části rašeliniště jako votivní dar a před uložením byl rozebrán.

## Popis
Všechny části kotle jsou vyrobeny z téměř čistého stříbra (ryzost 97 %) a jsou částečně pozlacené. Průměr sestavené nádoby je 69 cm a výška 42 cm. Váží 9 kg a pojme 108 litrů tekutiny.
Její rekonstrukci provedl již roku 1892 dánský archeolog Sophus Müller (1846–1934). Pět plátů umístil na vnitřní stěnu kotle a sedm na vnější, kulatý plát pak tvoří dno nádoby. Podle schématu, jehož autorem je Ole Klindt-Jensen, jsou vnější pláty označeny malými písmeny a–g a vnitřní pláty velkými písmeny A–E.
Výzdoba na jednotlivých částech stěn kotle zobrazuje keltská božstva, symboly, posvátná zvířata a náboženské rituály.

## Interpretace
Vzhledem k rozměrům a především bohaté výzdobě tematicky se vztahující k mytologii a rituálním praktikám se usuzuje, že kotel byl právě k vykonávání těchto posvátných rituálů keltských druidů určen. Na nádobě jsou patrné známky opotřebování, které dokazují její delší používání.
Styl a provedení nádoby by naznačovaly její thrácký původ, ornamentika, motivy a symboly však vykazují prvky keltské (torques, božstvo s parohy (Cernunnos), kolo s paprsky jako symbol slunce, hudební nástroj karnyx, keltská posvátná zvířata – kanec, jelen, kůň ap.).